# Léontine Zanta
Léontine Zanta, née à Mâcon le 14 février 1872, et morte le 15 juin 1942 à Neuilly sur Seine, est une enseignante, journaliste, romancière et conférencière française. Elle est la première Française à obtenir le doctorat de philosophie en 1914.

## Biographie
Le père de Léontine Zanta est professeur à Colmar quand éclate la guerre de 1870. Il se réfugie alors à Mâcon.
Grâce à ses relations au sein de l'Éducation nationale, notamment Gabriel Séailles, le père de Léontine parvient à lui faire suivre des études en philosophie.
Léontine Zanta monte à Paris avec sa soeur et étudie la philosophie à la Sorbonne. Elle devient licenciée ès lettres en 1898. Elle enseigne à la Mutualité de Maintenon, institution privée et laïque dispensant aux femmes des cours dans des domaines auxquels l'enseignement public ne leur permet pas d'accéder.
Elle sera à 42 ans, en 1914, la première femme française titulaire d'un doctorat ès lettres-philosophie avec sa thèse sur la renaissance du stoïcisme au XVIe siècle. Elle a été précédée en cela par une étudiante roumaine, Alice Steriad, qui devint première femme à décrocher un doctorat de philosophie à l'université française en 1913. La soutenance de thèse de Léontine Zanta provoque, contrairement à celle d'Alice Steriad, un phénomène médiatique important.
Léontine Zanta a été journaliste à L'Écho de Paris, au Figaro, au Petit Journal et appartint, de 1920 à 1942, au jury du prix Femina.
Née dans une famille profondément catholique, ses conceptions philosophiques sont également inspirées par le spiritualisme de Bergson, philosophe avec lequel elle noue une solide amitié.
Elle a rencontré Pierre Teilhard de Chardin dans le salon de la cousine de celui-ci, Marguerite Teilhard-Chambon. Dans une lettre, elle annonce à Teilhard la parution dans L'Écho de Paris du 20 novembre 1923 (en première page) de son article « Les Équipes sociales féminines ». Teilhard lui répond de Tien-Tsin le 25 janvier 1924 : « Vous avez raison de voir dans celles-ci un triomphe, de fait, pour le Féminisme ! C’est en s’imposant de la sorte que les femmes feront leur place dans la société. »
Elle participe, en 1929, aux premiers États généraux du féminisme, organisés par le Conseil national des femmes françaises.
La vision de Léontine Zanta sur la place des femmes dans la société est conforme à celle du féminisme chrétien catholique. Elle entretient une attitude relativement agressive envers les féminismes non catholiques, estimant que le véritable féminisme est celui qui ne rompt pas avec l'ordre social et est favorable à la famille catholique.
Autrice de deux romans où le personnage principal est incarné par une étudiante en philosophie, elle pose la question de la conciliation entre féminité et philosophie. Elle y répond de manière pessimiste, estimant que le salut peut venir de Dieu seul.
L'avènement du régime de Vichy ne semble pas avoir perturbé sa vision. Elle s'empare en effet dans ces écrits de certains thèmes d'extrême-droite comme la régénération de la culture et recevra même un prix pour son œuvre en 1941.

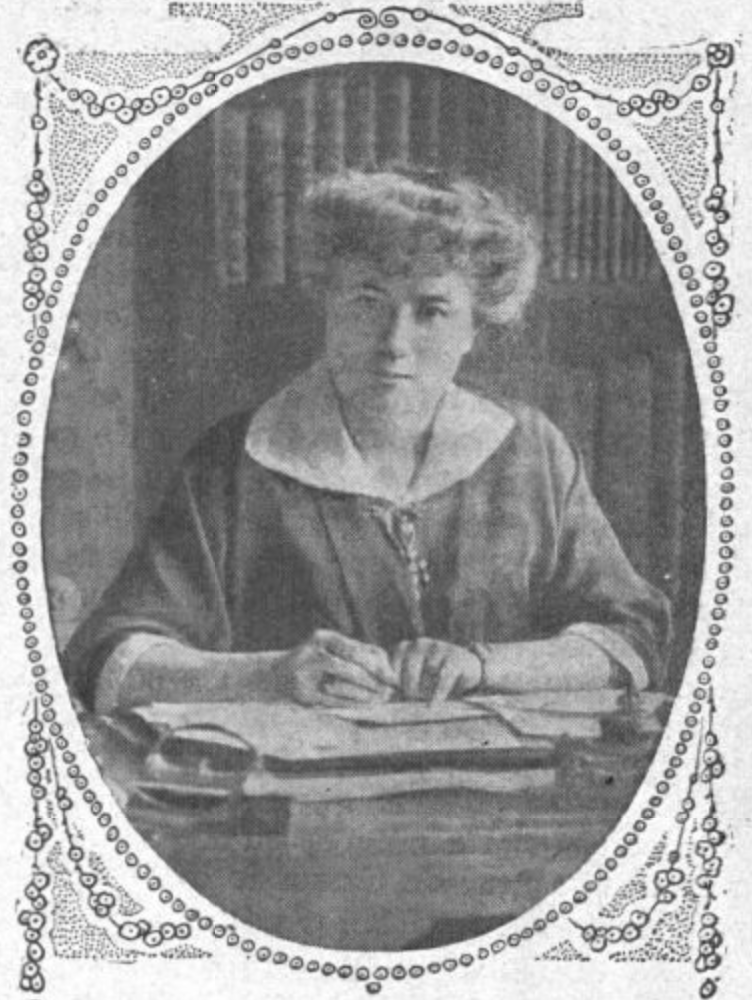
Léontine Zanta dans Les Annales politiques et littéraires du 31 mai 1914.

Elle meurt le 15 juin 1942.

## Publications
- Sainte Monique et son fils, la mère chrétienne, Plon, 1941
- Sainte-Odile, Flammarion, 1931[16]
- « Le féminisme : ses manifestations variées à travers les faits, les institutions, les tendances, les mouvements d'opinions », Semaines Sociales de France, 19e session - Nancy 1927 : La femme dans la société, Gabalda, p. 67-86, 1928
- La Part du feu, Plon et Nourrit, 1927, prix de littérature spiritualiste 1928
- Psychologie du féminisme, préface de Paul Bourget, Plon, 1922[17],[18]
- La Science et l'amour. Journal d'une étudiante, Plon, 1921
- La Doctrine d'Épictète stoïcien, comme l'homme se peut rendre vertueus, libre, heureus et sans passion, traduitte du grec en françois par André Rivaudeau, 1567 ; réédition : La Traduction française du Manuel d'Épictète d'André de Rivaudeau au XVIe siècle, introduction par Léontine Zanta, Paris, E. Champion, 1914 lire en ligne sur Gallica.
- La Renaissance du stoïcisme au XVIe siècle, thèse pour le doctorat ès lettres présentée à la faculté des Lettres de l'Université de Paris, Champion, 1914 ; réédition La Renaissance du stoïcisme au XVIe siècle, Slatkine, 1975, prix Marcelin Guérin

## Distinctions
- Prix Marcelin Guérin de l'Académie française, 1917[20]
- Prix Sobrier-Arnould de l'Académie française, 1923[21]
- Prix de littérature spiritualiste, 1928[22]
- Chevalier de la Légion d'honneur, 1932[23]
- Prix Alice-Louis-Barthou de l'Académie française, 1941[24]